# Els Canons
Els Canons de Colera són dos canons que van pertànyer a unes naus de l'armada espanyola, que van naufragar davant de Colera l'hivern de 1793. S'hi pot accedir a través d'un camí de muntanya que fa pujada que s'inicia des del port del municipi, i es triga uns vint o trenta minuts a arribar-hi. A l'esplanada on es troben aquests canons es gaudeix d'unes vistes molt boniques, ja que s'hi pot veure el Cap de Creus i els municipis més propers.
L'any 1870 els germans Bonaventura Sangenís, cofundadors del municipi, van ordenar la redacció d'un projecte per a la construcció i defensa del promontori del cap de Lladró, sobre l'actual port. Tot i que finalment, per problemes econòmics, no es va arribar a dur a terme el projecte, sí que es poden visionar dos canons, un dels quals amb la inscripció "any 1789, n. 163", la procedència dels quals segueix sent un misteri.
La muntanya dels canons de Colera rep aquest nom, ja que durant la Guerra de la Independència va servir d'emplaçament de dues peces d'artilleria que encara avui s'hi conserven, i té una alçària de 123 metres.